# Paddy Nolan (avocat)
Pour les articles homonymes, voir Paddy Nolan, Patrick Nolan et Nolan.
Patrick J. (Paddy) Nolan (3 mars 1862-10 février 1913) est un avocat canadien de l'Alberta. Sa renommée en tant que premier avocat frontalier dans l'Ouest contribue à la légende et au folklore dans la pratique du pénal à Calgary.

## Biographie
Né à Limerick en Irlande, Nolan s'installe à Calgary dans les Territoires du Nord-Ouest en 1889. Il établit son bureau de pratique au-dessus de l'imprimerie du Calgary Herald et où il se lie d'amitié avec le journaliste Norman Luxton (en). Grand buveur d'alcool, il est reconnu comme un avocat défendant la classe non privilégiée de la société. Parmi ses clients, compte Caroline Fulham (en) qui militait pour la protection des animaux dans les lois de la municipalité de Calgary.
Un ressemblance physique avec l'homme politique manitobain Thomas Mayne Daly a amené régulièrement une certaine confusion chez leurs intervenants respectifs.
Le fils de Nolan, Henry Grattan Nolan, sert comme juge canadien au Tribunal militaire international pour l'Extrême-Orient à Tokyo (1945-1948), ainsi que brièvement comme juge à la Cour suprême du Canada (1956-1957).